# Schönbühel-Aggsbach
Schönbühel-Aggsbach osztrák mezőváros Alsó-Ausztria Melki járásában. 2025 januárjában 939 lakosa volt. 

## Elhelyezkedése

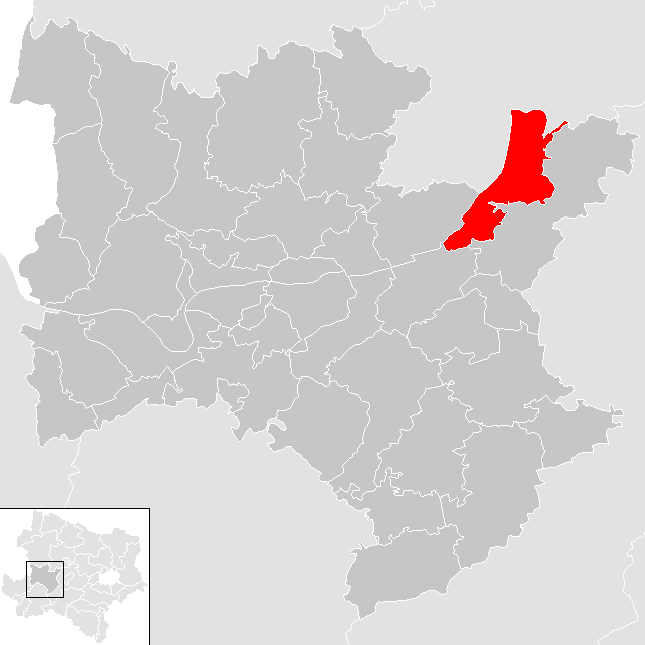
Schönbühel-Aggsbach a Melki járásban

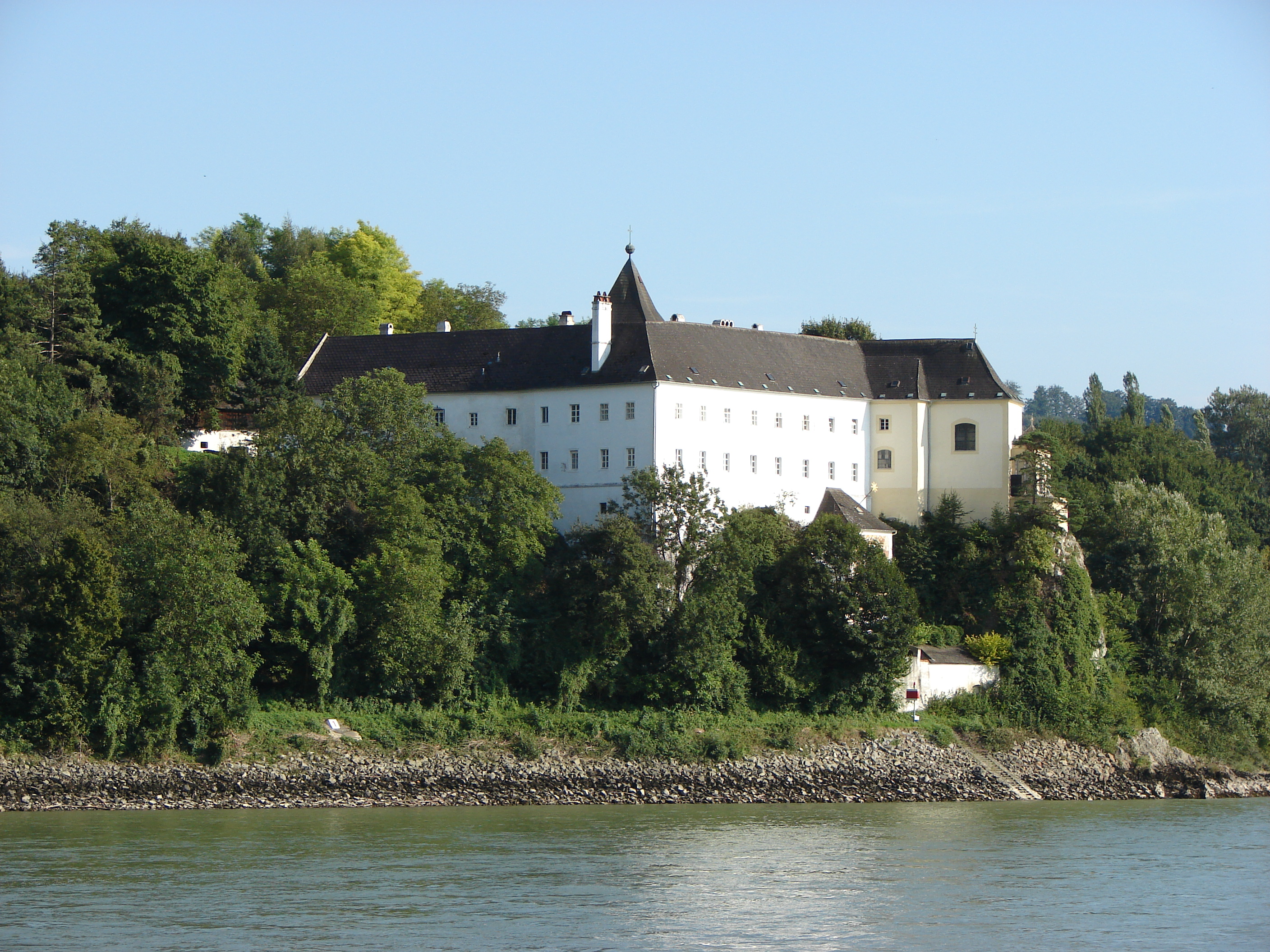
A volt szervita kolostor

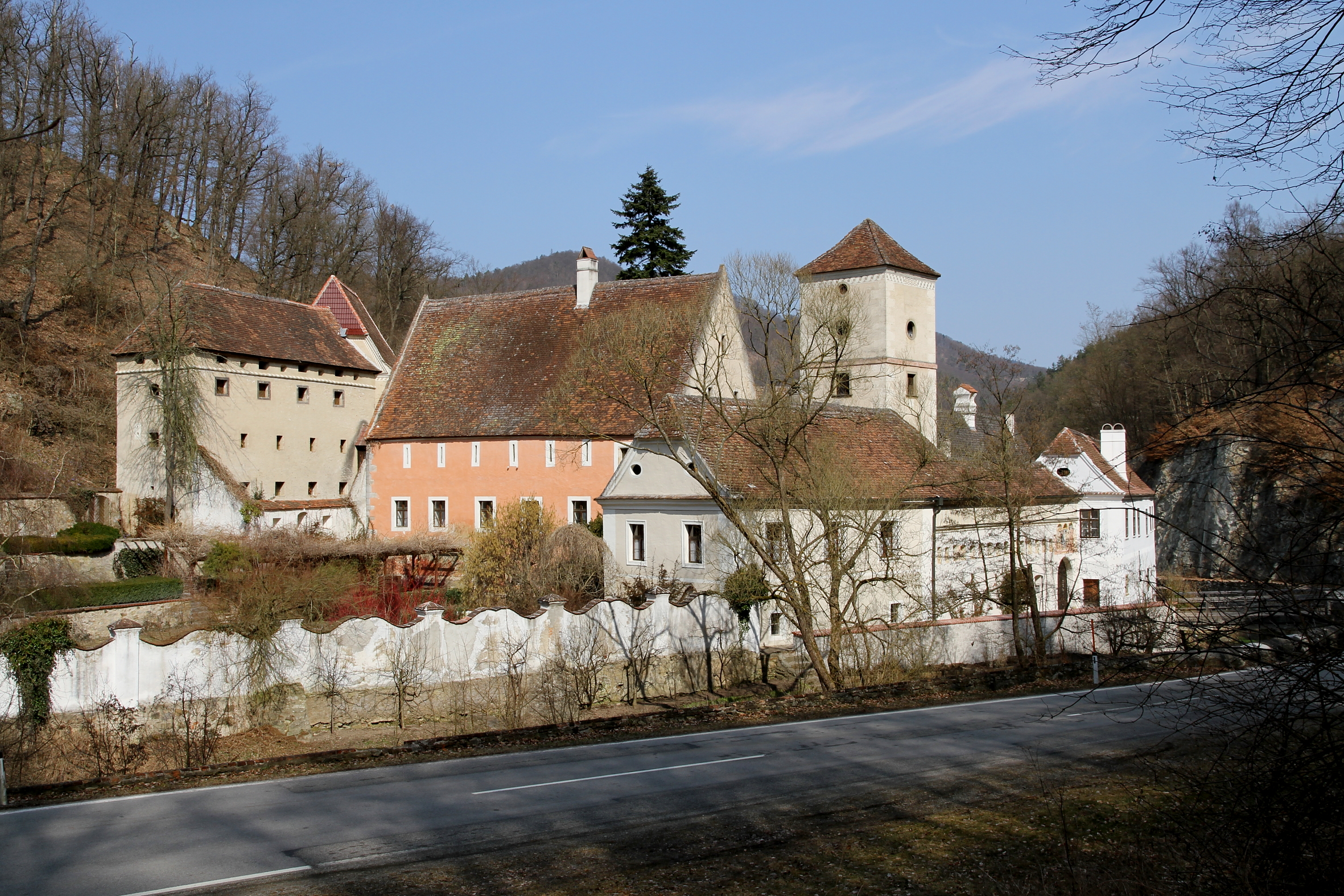
A volt kartauzi kolostor

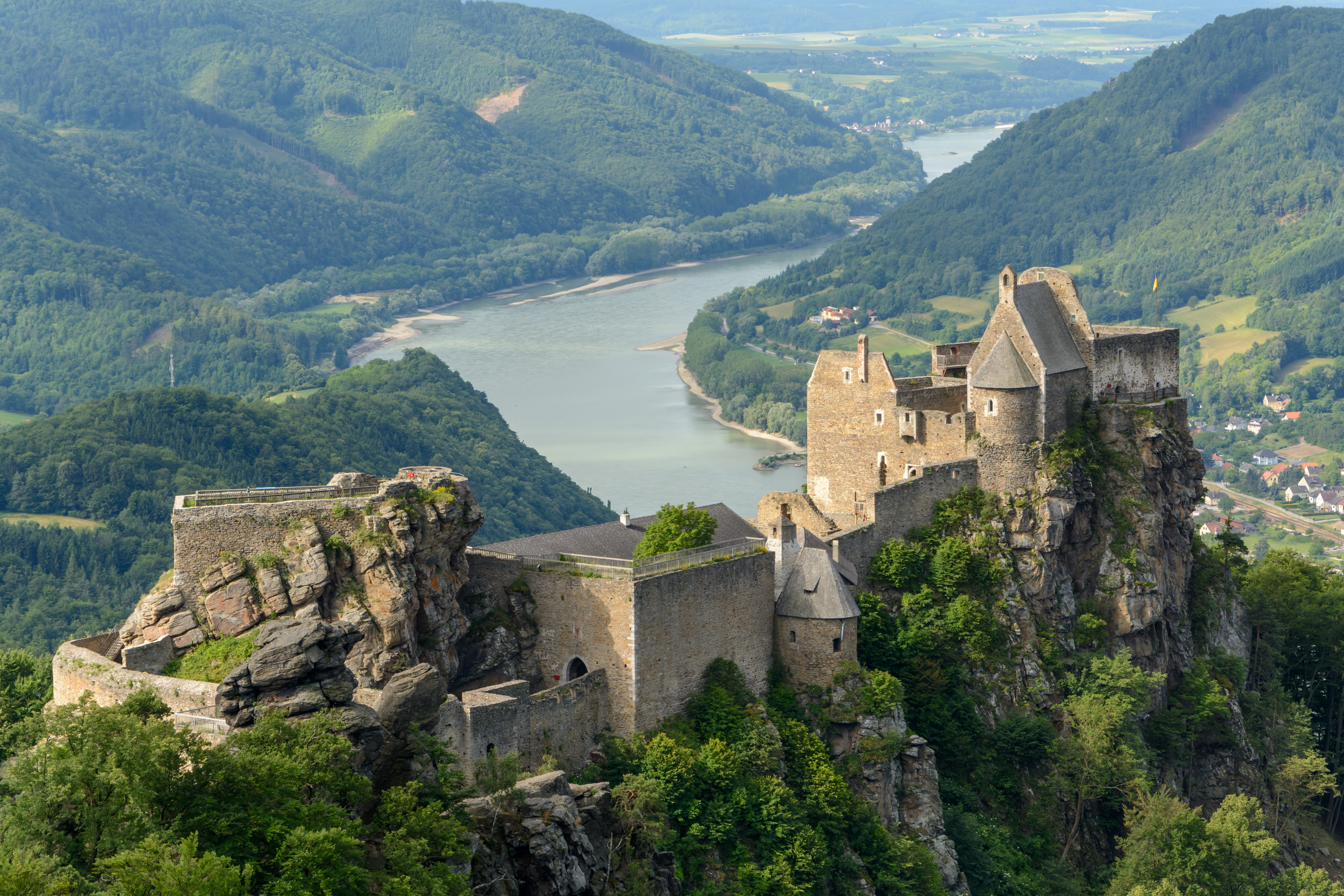
Aggstein vára

Schönbühel-Aggsbach a tartomány Mostviertel régiójában, Wachau tájegységében fekszik a Duna jobb partján. Területének 72,4%-a erdő, 16,7% áll mezőgazdasági művelés alatt. Az önkormányzat 7 települést egyesít: Aggsbach-Dorf (400 lakos 2025-ben), Aggstein (54), Berging (75), Gschwendt (0), Hub (65), Schönbühel an der Donau (299) és Wolfstein (46). 
A környező önkormányzatok: északra Rossatz-Arnsdorf, északkeletre Bergern im Dunkelsteinerwald , keletre Dunkelsteinerwald, délre Melk, délnyugatra Emmersdorf an der Donau, nyugatra Maria Laach am Jauerling és Aggsbach.

## Története
A Schönbühel vára a 11-12. század fordulóján épült (de a középkori erődből szinte semmi sem maradt, mai formáját a 19. században nyerte el). Birtokosai, a Marchward és Friedrich testvérpár a passaui püspök hűbéresei voltak. 1180-tól 1260-ig az Aggsbach-Werde nemzetséghez tartozó miniszteriálisok birtokolták, majd a várat egy évtizedre felosztották, és két felét különböző nemeseknek (pl. a Radeck és Wesen családoknak) zálogosították el. 1323-tól a passaui palotagrófok kezelték, majd 1396-ban a passaui püspök eladta. A Starhembergek szerezték meg, akik Aggstein 1685-ös megvásárlását követően egyesítették a két uradalmat.
A vár lábánál fekvő települést 1358-ban említik először. A középkortól 1671-ig népes zsidó közösség élt itt. A Starhembergek a 16. században az ország vezető protestáns nemesei közé tartoztak és Schönbühelt a reformáció egyik központjává tették. Konrad Balthasar von Starhemberg 1639-ben áttért a katolikus hitre és az akkor már romos vár fölött szervita kolostort alapított. 
1819-ben a Beroldingen grófok megvásárolták a várat és a régi alapokat és külső falakat felhasználva teljesen újjáépíttették. A kastély 1929 óta a Seilern-Aspang grófok tulajdonában van és mint magántulajdon, nem látogatható. A szervita kolostort 1980-ban elhagyták és ma szintén magántulajdonban van. 
Az önkormányzat mai formájában 1969-ben jött létre Schönbühel és Aggsbach-Dorf községek egyesülésével. Címerét 1989-ben kapta. 

## Lakosság
A schönbühel-aggsbachi önkormányzat területén 2025 januárjában 939 fő élt. Lakosságszáma 1880 óta 1000 körül stagnál. 2023-ban az ittlakók 94,2%-a volt osztrák állampolgár; a külföldiek közül 1,9% a régi (2004 előtti), 3% az új EU-tagállamokból érkezett. 0,2% a volt Jugoszlávia (Horvátország és Szlovénia kivételével) vagy Törökország; 0,7% egyéb ország polgára volt. 2001-ben a lakosok 89,7%-a római katolikusnak, 1,5% evangélikusnak, 0,8% mohamedánnak, 7% pedig felekezeten kívülinek vallotta magát. Ugyanekkor egy magyar élt a mezővárosban; a legnagyobb nemzetiségi csoportot a német anyanyelvűeken (96,9%) kívül a horvátok alkották 2 fővel.  
A népesség változása:

| 2016 | 988 |
| 2018 | 981 |

## Látnivalók
- a schönbüheli kastély
- a volt schönbüheli szervita kolostor
- a volt aggsbachi kartauzi kolostor
- Aggstein várának romjai
- Wolfstein várának romjai
- az aggsbach-dorfi Mária mennybevétele-plébániatemplom
- a Pehn-vashámor